# ISO 11783
Стандарт ISO 11783, также известный как Тракторы и машины для сельского и лесного хозяйства. Последовательная сеть управления и передачи данных. — протокол передачи данных в индустрии сельского хозяйства, основанный на протоколе SAE J1939 (который включает CANbus).
Он находится под управлением группы ISOBUS в VDMA.
Стандарт ISOBUS определяет и реализует спецификацию сети последовательных данных для управления и связи на лесных или сельскохозяйственных тракторах.

## Части
Стандарт состоит из 14 частей:
- ISO 11783-1:  Общий стандарт на мобильную передачу данных
- ISO 11783-2:  Физический уровень
- ISO 11783-3:  Уровень канала передачи данных
- ISO 11783-4:  Сетевой уровень
- ISO 11783-5:  Управление сетью
- ISO 11783-6:  Виртуальный терминал
- ISO 11783-7:  Прикладной уровень сообщений для управления орудием
- ISO 11783-8:  Сообщения для управления трансмиссией
- ISO 11783-9:  Блок электронного управления трактором
- ISO 11783-10: Обмен данными между контроллером задач и информационной системой управления
- ISO 11783-11: Словарь элементов мобильных данных
- ISO 11783-12: Диагностические службы
- ISO 11783-13: Файловый сервер
- ISO 11783-14: Управление последовательностью

## Фонд электроники для сельскохозяйственной промышленности и ISOBUS
Фонд электроники для сельскохозяйственной промышленности работает над продвижением ISOBUS и координирует расширенные сертификационные испытания для стандарта ISO 11783.